# Zapteryx brevirostris
Zapteryx brevirostris е вид акула от семейство Rhinobatidae. Видът е уязвим и сериозно застрашен от изчезване.

## Разпространение и местообитание
Разпространен е в Аржентина, Бразилия (Рио де Жанейро) и Уругвай.
Обитава крайбрежията и пясъчните дъна на морета в райони с умерен и субтропичен климат. Среща се на дълбочина от 16 до 135 m, при температура на водата от 8,3 до 19,4 °C и соленост 33,1 – 36 ‰.

## Описание
На дължина достигат до 54 cm.
Популацията на вида е намаляваща.